# Aygün Kazımova
Aygün Ələsgər qızı Kazımova (née le 26 janvier 1971 à Bakou) est chanteuse, actrice, compositrice et musicienne populaire azérie. Elle est artiste émérite de l'Azerbaïdjan.

## Biographie
Aygün Kazımova est née à Bakou. En 1988 elle termine ses études secondaires à l'École publique secondaire n° 12. Elle fait du handball comme étudiante et est ensuite membre de l'Équipe nationale du handball.
Elle est séparée et a une fille nommée Ilgara (née en 1991). Actuellement Kazımova a une relation avec le chanteur Namiq Qaraçuxurlu.

## Carrière
La carrière professionnelle de Kazimova en solo a commencé en 1988, lorsqu'elle a remporté le premier prix au concours de musique Baki payizi-88 (l’automne de Bakou-88). En 1989, elle a remporté un prix au concours de musique de Yurmala, puis en 1992, elle a remporté un prix au concours de musique "The Voice of Asia", dans la République du Kazakhstan. Kazimova sort son premier album en 1997. Le CD Sevgi Gulleri (Les fleurs d’amour) contient 14 titres dont la plupart sont écrits par le compositeur pop Vagif Garayzade. Elle a sorti dix albums, le plus vendu étant le CD Aygun sorti en octobre 2000 et contenant des fichiers multimédias avec vidéos et photos. En 2002, elle est devenue «artiste honoraire d'Azerbaïdjan».
Certains de ses prix incluent de nombreux Grand-Prix, Artiste honoré d'Azerbaïdjan et d'autres prix de musique. 
Elle a également animé plusieurs émissions de télévision.
Aygün Kazımova donna des concerts hors Azerbaïdjan; pour la plupart en Russie et en Turquie. En plus, elle organise souvent des concerts charitables pour les enfants orphelins dans son pays natal.
En 2005 elle joua le rôle principal dans un film musical Xarı bülbüllər du réalisateur Arif Qaziyev. La carrière comme animatrice de Kazımova ne fut pas très réussie.
Aygün Kazımova est président du concours Best Model of Azerbaijan.

## Les albums
- Sevgi gülləri (1997)
- Ey mənim dünyam (1999)
- Aygün (2000)
- Sevdim (2001)
- Son söz (2004)
- Sevərsənmi? (2005)
- Aygün Kazımova, Vol 1 (2008)
- Aygün Kazımova, Vol 2 (2008)
- Aygün Kazımova, Vol 3 (2008)
- Aygün Kazımova, Vol 4 (2008)
- Estrada (2008)
- Coffee from Colombia  (2014)
- Duy  (2018)
- Crystal Hall  (2020)